# ノイキルヒェン・バイム・ハイリゲン・ブルート
ノイキルヒェン・バイム・ハイリゲン・ブルート(ドイツ語: Neukirchen beim Heiligen Blut)は、ドイツ・バイエルン州に位置する都市。

## 施設
ノイキルヒェン・バイム・ハイリゲン・ブルートには、小学校と中学校が一校ずつ存在し、託児所と幼稚園も一件ずつある。また、公営図書館も存在する。

## 著名な出身者
- ヨーゼフ・フィッシャー - 元自転車競技選手
- シュテファン・ブランドル（ドイツ語版） - 調理師